# Гофман, Карел
Карел Гофман (чеш. Karel Hoffmann; 12 декабря 1872, Прага — 30 марта 1936, там же) — чешский скрипач.

## Биография
Был девятым ребёнком ткача Карла Гофмана. Мальчиком играл на скрипке в ресторане. С 1885 г. учился в Пражской консерватории у Антонина Бенневица (скрипка) и Гануша Вигана (камерный ансамбль). В это время он познакомился с Йозефом Суком, Оскаром Недбалом и Отто Бергером. В 1891 г. стал первой скрипкой в студенческом квартете, в дальнейшем под названием Чешский квартет выступавшем до 1934 г. с бессменным Гофманом во главе. В 1898 г. начал сольную карьеру исполнением скрипичного концерта Антонина Дворжака в Праге и на нидерландских гастролях. Был первым исполнителем Фантазии для скрипки с оркестром Йозефа Сука, в 1927 г. удостоился премии за исполнение сонат Иоганна Себастьяна Баха для скрипки соло. С 1922 г. профессор Пражской консерватории, в 1926—1927 гг. её ректор. В 1932 году он заболел и в том же году перенес операцию. Однако вторая операция в 1934 году была безуспешной, и Карел Гофман умер от рака в 1936 году.